# Stillo (Albanien)
Stillo (albanisch Ishulli i Stillit) ist eine kleine Insel im Süden Albaniens. Sie liegt ganz im Süden des Landes im Ionischen Meer, rund 200 Meter von der Küste beim Korafi-Hügelzug entfernt. An der Küste ist es der südlichste Punkt Albaniens – bei Konispol führt das Staatsgebiet aber weiter nach Süden. Rund 750 Meter nordwestlich liegt das Kap Stillo.
Die Insel und das Kap waren bis 1992 Militärzone und der Zugang war verboten.
Die Insel ist felsig und mit Macchie bewachsen.